# Gropeni
Gropeni là một xã thuộc hạt Brăila, România. Dân số thời điểm năm 2002 là 3613 người.